# Panaché

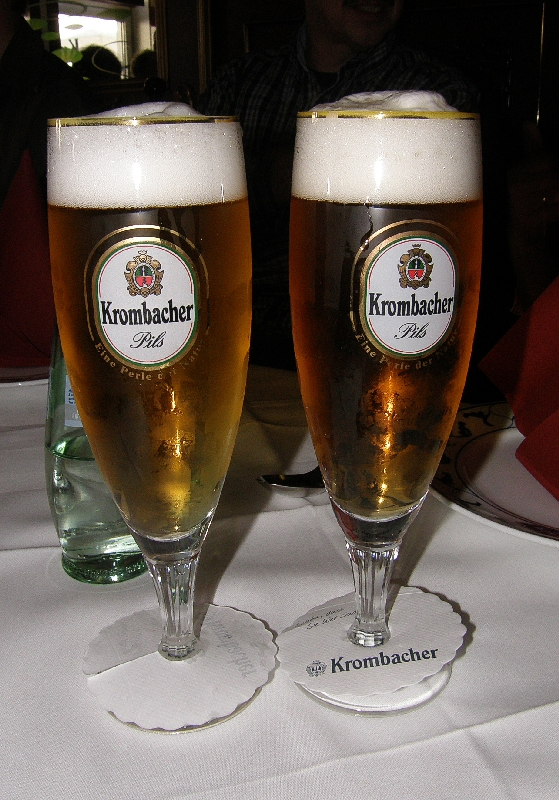
O panaché é uma bebida alcoólica composta pela mistura de cerveja e limonada gaseificada

Panaché é uma bebida alcoólica ou cacharolete composto pela mistura de cerveja com uma gasosa ou refrigerante de limonada.
A designação «panaché» provém do francês panache («penacho») em alusão à natureza de coquetel desta bebida. Em todo o caso, esta bebida também é comum noutros países da Europa Ocidental, além de França, como é o caso da Alemanha e Bélgica ou mesmo Portugal, onde é consumido sobretudo nos meses mais quentes do ano.
Com efeito, a origem desta bebida é atribuída ao alemão Franz Xaver Kugler, na localidade de Kugler Alm, na Baviera, em 1922.
Na Alemanha e na Áustria, este tipo de bebida dá pelo nome de Radler, o que em alemão significa «ciclista» ou  Alsterwasser («água de Alster»), em alusão ao lago artificial de Hamburgo, possuindo uma taxa alcoólica na ordem dos 2,5 %. Em Portugal há cervejas no mercado, que combinam limonada e que também gozam do nome «Radler», com um teor alcoólico na ordem dos 2%, sendo certo que também há bebidas a ser vendidas sob a designação «panaché».
Em França a taxa de álcool máxima permitida para este tipo de bebidas, cifra-se nos 1,2 %. Com efeito, em França, quando acrescido de granadina, este cacharolete dá pelo nome de Mónaco.